# Santa Maria del Pla
Santa Maria del Pla és el nom del conjunt d'un santuari i un convent del municipi de Sanaüja (Segarra) inclosa en l'Inventari del Patrimoni Arquitectònic de Catalunya. Es tracta d'un conjunt religiós format per un santuari i un convent, situat als afores del municipi de Sanaüja. En aquest mateix indret, es documenta a l'edat mitjana, d'ençà el segle xi, una església amb el mateix nom.

## Descripció

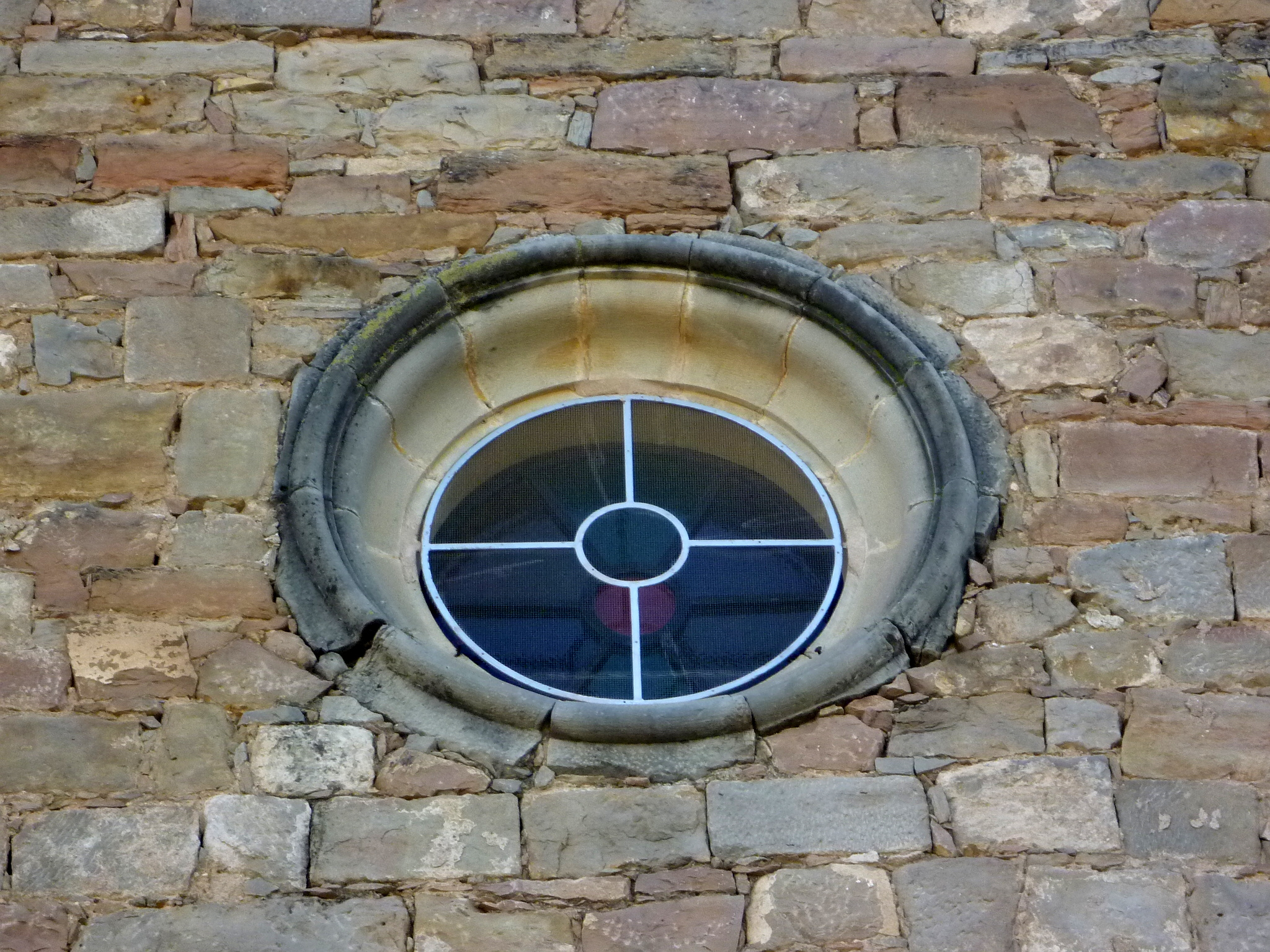
Rosetó

Pel que fa al santuari, es tracta d'un edifici de planta rectangular, realitzat amb paredat rejuntat amb argamassa de calç i arena amb carreus regulars a les cantoneres de l'edifici. A la façana principal trobem la porta d'accés, formada per tres portes d'arc de mig punt de maó, situats damunt d'una graonada, destacant el fet que la porta central condueix a l'interior del nàrtex, mentre que les altres dues són cegues i constitueixen un recurs decoratiu per reafirmar la importància de la porta principal. A un nivell superior, trobem un rosetó motllurat, coronant la façana amb formes còncaves i convexes, delimitat per plints amb boles com a element decoratiu. Al costat esquerre i enllaçant amb les dependències del convent, hi ha un campanar d'espadanya de dos ulls, rematat per una cornisa amb una bola a cada costat.
Pel que fa al convent, situat a l'esquerra del santuari, de planta rectangular, presenta el mateix aparell constructiu que el santuari. Al costat dret, hi trobem la porta primitiva del convent amb arc escarser superior i emmarcada amb pedra picada. A la part inferior de la façana apareixen una sèrie d'obertures de petites dimensions, corresponents a les dependències agrícoles, mentre que a un nivell superior trobem l'alternança de finestrals i finestres més petites que corresponen a la zona d'habitacions del convent. En un tercer nivell, trobem una sèrie de petits ulls de bou que podrien correspondre a les golfes.